# AFAS Live
Das AFAS Live ist eine Mehrzweckhalle im Stadtbezirk Zuidoost (deutsch Südost) der niederländischen Hauptstadt Amsterdam.

## Geschichte
Die Veranstaltungshalle wurde vom Architekt Frits van Dongen entworfen und von 1996 bis 2001 erbaut. Sie wird hauptsächlich für Musikveranstaltungen genutzt. Aufgeteilt ist der Komplex in Saal 1, der Black Box, mit einer Zuschauerkapazität von 6000 Menschen und in Saal 2, der Beat Box, mit einer Kapazität von etwa 700 Zuschauern. Die Halle trägt seit dem 1. Januar 2017 den Sponsorennamen des Software-Unternehmens AFAS Software. Zuvor war die Brauerei Heineken Namensgeber. Die Halle befindet sich in der Nähe des Fußballstadions Johan-Cruyff-Arena und der großen Konzertarena Ziggo Dome sowie dem Bahnhof Amsterdam Bijlmer Arena.

## Veranstaltungen
Es traten u. a. Künstler und Bands wie Herbert Grönemeyer, Take That, Westlife, Toto, Kylie Minogue, Avril Lavigne, Bring Me the Horizon, Bob Dylan, Rihanna, Katy Perry, Sam Smith, Within Temptation, Troye Sivan, Monsta X, Status Quo, Blackpink und Disturbed auf.
Am 1. Dezember 2012 wurde der Junior Eurovision Song Contest in der Heineken Music Hall veranstaltet. Am 7. April 2019 fand in der AFAS Live die erste von fünf Promo-Veranstaltungen für den Eurovision Song Contest unter dem Namen Eurovision in Concert veranstaltet.
Seit 2019, mit Ausnahme von 2020, ist das AFAS Live der Schauplatz der World Series of Darts Finals.